# 519e régiment de chars de combat
Pour les articles homonymes, voir 519e régiment.
Le 519e régiment de chars de combat est une unité blindée de l'Armée française, existant pendant l'entre-deux-guerres.

## Création et différentes dénominations
- 1923 : création du 519e régiment de chars de combat
- 1926 : dissous

## Historique
Il est créé au printemps 1923, notamment avec le IIIe bataillon du 507e RCC. En garnison à Metz (quartier Lizé), il est dissout le 11 novembre 1926 et ses hommes passent au 507e RCC.

## Étendard
L'étendard du régiment ne porte aucune inscription.